# Liste der National Historic Landmarks in South Dakota
Diese vollständige Liste der National Historic Landmarks in South Dakota führt alle Objekte und Stätten im US-amerikanischen Bundesstaat South Dakota auf, die in diesem US-Bundesstaat als National Historic Landmark (NHL) eingestuft sind und unter der Aufsicht des National Park Service stehen. Die Objekte werden nach den amtlichen Bezeichnungen im National Register of Historic Places geführt.

## Legende
| NHL  | National Historic Landmark          |
| NHLD | National Historic Landmark District |
| NHS  | National Historic Site              |
| NMEM | National Memorial                   |

## Derzeitige NHLs in South Dakota
|    | Name der Stätte                                                           | Bild                                                | Jahr          | Ort                           | County                   | Beschreibung |
| -- | ------------------------------------------------------------------------- | --------------------------------------------------- | ------------- | ----------------------------- | ------------------------ | --- |
| 1  | Arzberger Site                                                            |                                                     | 19. Juli 1964 | Pierre                        | Hughes                   | Diese ist eine archäologische Stätte von einem befestigten Dorf mit 44 Häusern aus der Central Plains Tradition, ca. 1500. |
| 2  | Battle Mountain Sanitarium, National Home for Disabled Volunteer Soldiers |                                                     | 17. Juni 2011 | Hot Springs                   | Fall River               | |
| 3  | Bear Butte                                                                | Blick vom felsigen Gipfel des Bear Butte            | 21. Dez. 1981 | Sturgis                       | Meade                    | Bear Butte ist ein Berg und eine Heilige Stätte.tps.cr.nps.gov |
| 4  | Blood Run Site                                                            |                                                     | 29. Aug. 1970 | Shindler, SD und Granite, IA  | Lincoln, SD und Lyon, IA | Ein Teil dieser archäologischen Stätte liegt in Iowa. |
| 5  | Bloom Site                                                                |                                                     | 19. Juli 1964 | Bloom                         | Hanson                   | Diese gesicherte archäologischen Stätte bewahrt die Reste von etwa 25 rechteckigen Häusern von etwa 1000 n. Chr. Sie enthält darüber hinaus mehrere Grabhügel, die später durch Ackerbau zerstört wurden. Die Stätte wurde vielleicht von Vorfahren der Mandan bewohnt.                                                          |
| 6  | Crow Creek Site                                                           |                                                     | 19. Juli 1964 | Chamberlain                   | Buffalo                  | tps.cr.nps.gov |
| 7  | Deadwood Historic District                                                |                                                     | 4. Juli 1961  | Deadwood                      | Lawrence                 | |
| 8  | Fort Pierre Chouteau                                                      | Fort Pierre in einer Lithographie von Karl Bodmer   | 17. Juli 1991 | Fort Pierre                   | Stanley                  | tps.cr.nps.gov |
| 9  | Fort Thompson Mounds                                                      |                                                     | 19. Juli 1964 | Fort Thompson                 | Buffalo                  | tps.cr.nps.gov |
| 10 | Frawley Ranch                                                             |                                                     | 5. Mai 1977   | Spearfish                     | Lawrence                 | tps.cr.nps.gov |
| 11 | Langdeau Site                                                             |                                                     | 19. Juli 1964 | Lower Brule                   | Lyman                    | tps.cr.nps.gov |
| 12 | Mitchell Site                                                             |                                                     | 19. Juli 1964 | Mitchell                      | Davison                  | tps.cr.nps.gov |
| 13 | Molstad Village                                                           |                                                     | 19. Juli 1964 | Mobridge                      | Dewey                    | Bei diesem befestigten prähistorischen Dorf aus fünf kreisförmigen Häuserringen, die von einem Graben umgeben waren, handelt es sich um eine archäologische Stätte aus der Zeit als die Mandan-, Hidatsa- und Arikara-Völker aus der Vermischung von Merkmalen der Central-Plains- und der mittleren-Missouri-Kultur entstanden. |
| 14 | Vanderbilt Archeo- logical Site                                           |                                                     | 18. Feb. 1997 | Pollock                       | Campbell                 | tps.cr.nps.gov |
| 15 | Verendrye Site                                                            |                                                     | 17. Juli 1991 | Fort Pierre                   | Stanley                  | tps.cr.nps.gov |
| 16 | Wounded Knee                                                              | Foto eines Hügels auf den Wounded-Knee-Schlachtfeld | 21. Dez. 1965 | Pine Ridge Indian Reservation | Oglala Lakota            | Kampfgebiet mit den Soldaten.tps.cr.nps.gov |

## Historische Gebiete in der U.S. National-Park-Systeme
National Historic Sites, National Historic Parks, National Memorials und einige andere Gebiete im National Park System sind ebenfalls historische Wahrzeichen von nationaler Bedeutung, die bereits hochgradi geschützt sind. Sie waren dies oftmals bereits vor der Eröffnung des NHL-Programmes im Jahr 1960, daher sind sie teilweise nicht explizit als NHL gelistet. Zwei weitere Stätten in South Dakota haben nationale historische Bedeutung:
|   | Name der Stätte                          | Bild                       | Jahr          | Ort      | County                 | Beschreibung |
| - | ---------------------------------------- | -------------------------- | ------------- | -------- | ---------------------- | ------------ |
| 1 | Minuteman Missile National Historic Site | Blick in das Silo von oben | 29. Dez. 1999 |          | Jackson und Pennington |              |
| 2 | Mount Rushmore National Memorial         | Mount Rushmore             | 3. März 1925  | Keystone | Pennington             |              |

- Liste der Registered Historic Places in South Dakota